# رابین گاردنر (کریکت باز)
رابین گاردنر (انگلیسی: Robin Gardner؛ زادهٔ ۲۳ فوریهٔ ۱۹۳۴) بازیکن کریکت، و بازیکن فوتبال اهل بریتانیا است.
از باشگاه‌هایی که در آن بازی کرده‌است می‌توان به باشگاه فوتبال هرفورد یونایتد اشاره کرد.